# Leopoldo d'Austria (1515-1557)

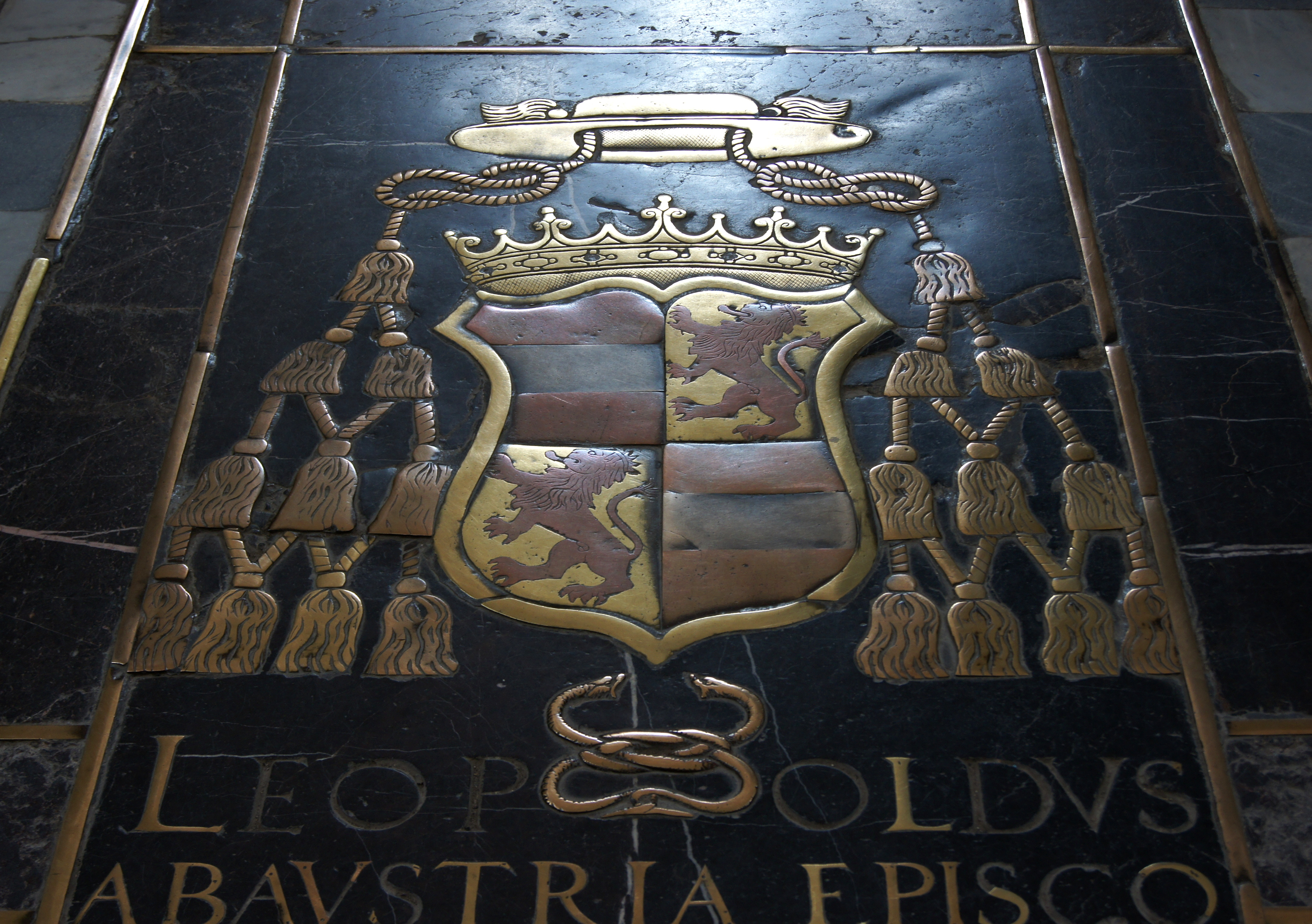
Pietra tombale di Leopoldo d'Austria, con armi e cappello episcopale, coro della Grande moschea di Cordova

Leopoldo d'Austria (Austria, 1513/1515 – Cordova, 27 settembre 1557) è stato un vescovo cattolico austriaco, figlio illegittimo di Massimiliano I d'Asburgo. Fu vescovo di Cordova dal 1541 alla sua morte.

## Biografia
Figlio illegittimo dell'imperatore Massimiliano I d'Austria, era il fratellastro di Filippo I d'Asburgo detto Filippo il Bello, e lo zio di Carlo V.
Era anche il fratellastro di un altro prelato, anch'egli figlio illegittimo dello stesso illustre padre, Giorgio d'Austria, che morì principe vescovo di Liegi.
Con una solida educazione umanistica, artistica e persino architettonica, e sebbene nato e cresciuto in Austria, sembra essere stato adeguatamente accettato dai suoi concittadini a Cordova, come dimostrano le numerose tracce del suo ministero episcopale in varie chiese ed edifici religiosi di Cordova.
Fu padre naturale di Massimiliano d'Austria (1555-1614), arcivescovo di Santiago de Compostela.
È sepolto nel coro della propria cattedrale sorta dalla trasformazione della Grande moschea di Cordova.
Il suo predecessore fu Pedro Fernández Manrique e il suo successore Diego Álava Esquivel.

## Ascendenza
|                          |   |                        | Genitori                  |  |  | Nonni |  |  | Bisnonni            |  |  | Trisnonni              |  |
|                          |   |                        |                           |  |  |       |  |  | Ernesto I d'Asburgo |  |  | Leopoldo III d'Asburgo |  |
|                          |   |                        |                           |  |  |       |  |  | Ernesto I d'Asburgo |  |  | Leopoldo III d'Asburgo |  |
|                          |   | Verde Visconti         |                           |  |  |       |  |  | Ernesto I d'Asburgo |  |  |                        |  |
| Federico III d'Asburgo   |   |                        |                           |  |  |       |  |  | Ernesto I d'Asburgo |  |  |                        |  |
|                          |   | Cimburga di Masovia    | Siemowit IV di Masovia    |  |  |       |  |  |                     |  |  |                        |  |
|                          |   | Cimburga di Masovia    | Siemowit IV di Masovia    |  |  |       |  |  |                     |  |  |                        |  |
|                          |   | Cimburga di Masovia    | Alessandra di Lituania    |  |  |       |  |  |                     |  |  |                        |  |
| Massimiliano I d'Asburgo |   | Cimburga di Masovia    |                           |  |  |       |  |  |                     |  |  |                        |  |
|                          |   | Edoardo del Portogallo | Giovanni I del Portogallo |  |  |       |  |  |                     |  |  |                        |  |
|                          |   | Edoardo del Portogallo | Giovanni I del Portogallo |  |  |       |  |  |                     |  |  |                        |  |
|                          |   | Edoardo del Portogallo | Filippa di Lancaster      |  |  |       |  |  |                     |  |  |                        |  |
| Eleonora d'Aviz          |   | Edoardo del Portogallo |                           |  |  |       |  |  |                     |  |  |                        |  |
|                          |   | Leonor di Trastamara   | Ferdinando I d'Aragona    |  |  |       |  |  |                     |  |  |                        |  |
|                          |   | Leonor di Trastamara   | Ferdinando I d'Aragona    |  |  |       |  |  |                     |  |  |                        |  |
|                          |   | Leonor di Trastamara   | Eleonora d'Alburquerque   |  |  |       |  |  |                     |  |  |                        |  |
| Leopoldo d'Austria       |   | Leonor di Trastamara   |                           |  |  |       |  |  |                     |  |  |                        |  |
|                          | … | …                      |                           |  |  |       |  |  |                     |  |  |                        |  |
|                          | … | …                      |                           |  |  |       |  |  |                     |  |  |                        |  |
|                          | … | …                      |                           |  |  |       |  |  |                     |  |  |                        |  |
| …                        | … |                        |                           |  |  |       |  |  |                     |  |  |                        |  |
|                          |   | …                      | …                         |  |  |       |  |  |                     |  |  |                        |  |
|                          |   | …                      | …                         |  |  |       |  |  |                     |  |  |                        |  |
|                          |   | …                      | …                         |  |  |       |  |  |                     |  |  |                        |  |
| …                        |   | …                      |                           |  |  |       |  |  |                     |  |  |                        |  |
|                          |   | …                      | …                         |  |  |       |  |  |                     |  |  |                        |  |
|                          |   | …                      | …                         |  |  |       |  |  |                     |  |  |                        |  |
|                          |   | …                      | …                         |  |  |       |  |  |                     |  |  |                        |  |
| …                        |   | …                      |                           |  |  |       |  |  |                     |  |  |                        |  |
|                          |   | …                      | …                         |  |  |       |  |  |                     |  |  |                        |  |
|                          |   | …                      | …                         |  |  |       |  |  |                     |  |  |                        |  |
|                          |   | …                      | …                         |  |  |       |  |  |                     |  |  |                        |  |
|                          |   | …                      |                           |  |  |       |  |  |                     |  |  |                        |  |